# Katia Ledoux
Katia Ledoux (Parijs, 18 juli 1990) is een Franse mezzosopraan.

## Biografie
Katia Ledoux, geboren in Parijs, studeerde aan het Universität für Musik und darstellende Kunst Graz bij Ulf Bästlein. Al vroeg in haar opleiding won ze de eerste prijs van het Oostenrijkse concours voor jonge zangers Prima la Musica. In 2018 vertegenwoordigde ze Frankrijk en won ze de Nederlandse Persprijs op het Internationaal Vocalisten Concours 's-Hertogenbosch. In 2022 werd Ledoux de eerste zanger die ooit een prijs ontving in de nieuw gecreëerde categorie Oratorio-Lied op de Francisco Viñas International Singing Competition in Barcelona. Ze toerde door verschillende concertzalen over de hele wereld, waaronder in Moskou, Barcelona, Wenen, Graz, Husum en Den Haag.
De zangeres werkte mee aan verscheidene operaproducties, onder meer bij de Nationale Opera en Ballet, de Opernhaus Zürich en bij de Opéra de Lyon. In Amsterdam was ze te horen voor twee wereldpremières: een keer met "Hoe Anansi bevrijdde de verhalen van de wereld" van Neo Muyanga bij de Nationale Opera en Ballet in 2021 en in 2022 voor het Off Festival met de opera " Eurydice - der liebenden blind" van Manfred Trojahn. Katia Ledoux maakte haar debuut bij De Nationale Opera in 2019 in de rol van Geneviève in Pelléas et Mélisande. Van 2019 tot 2021 trad ze toe tot de operastudio van Opernhaus Zürich.

## Prijzen
- Eerste prijs in de Oostenrijkse competitie Prima la musica (2008)
- Persprijs van het Internationaal Vocalisten Concours 's-Hertogenbosch, Nederland, 2018[6]
- Eerste prijs van de wedstrijd "Nordfriesischer Liedpreis"[7]
- Oratoriumprijs van de "Francisco Viñas International Singing Competition" in Barcelona in 2022[8]